# Дюканов, Мирон Дмитриевич
Миро́н Дми́триевич Дюканов (23 августа 1899, село Второе Рождественское, Курская губерния — 21 ноября 1941, Рамешковский район, Калининская область) — украинский советский партийный и хозяйственный деятель, шахтер-стахановец. Кандидат в члены ЦК КП(б) (3 июня — 30 августа 1937), член ЦК КП(б)У (30.8.1937 — 13.5.1940); депутат Верховного Совета СССР 1-го созыва.

## Биография
Родился в крестьянской семье. С молодых лет батрачил. В 1918 году вступил в ряды Красной армии, воевал на фронтах гражданской войны в России.
В 1920-е годы перебрался с семьей в Донбасс, работал шесть лет забойщиком на шахте «Центральная - Ирмино».
В 1929 году вступил в ВКП(б). Был парторгом участка шахты. Окончил школу ликвидации безграмотности, в 1930—1932 годах учился в Чистяковской школе партийного актива. С 1932 года работал парторгом ЦК ВКП(б) на шахте 4/2 бис, партработником на шахте «Золотая» Лисичанского рудоуправления. Затем вернулся работать забойщиком и парторгом участка «Никанор-Восток» на шахте «Центральная-Ирмино» Кадиевского района Луганской области.
Один из инициаторов движения за высокопроизводительное добычи угля на шахтах Донбасса в годы второй сталинской пятилетки. Работая забойщиком на шахте «Центральная-Ирмино» Луганской области, в сентябре 1935 года повторил и превзошёл мировой рекорд Алексея Стаханова по добыче угля.
С июня 1936 года — парторг ЦК ВКП(б) шахты имени Сталина (город Серго). С августа 1937 по 1938 год — 1-й секретарь Серговского городского комитета КП(б) Украины Донецкой области.
В 1938—1939 годы — начальник комбината «Ворошиловградуголь» Ворошиловградской области. Учился в Промышленной академии имени Сталина в Москве.
В июне 1941 года добровольно ушёл на фронт, был комиссаром стрелкового полка. Погиб в боях с немецкими войсками на Калининском фронте. Похоронен в Рамешках (Тверская область).
Делегат XVIII съезда ВКП(б).

### Семья
Жена — Мария Михайловна; четверо детей:
- сын Василий — погиб на фронте в 1943[8].

## Звание
- полковой комиссар (1941)

## Награды
- орден Ленина (8.12.1935)[1]
- орден Трудового Красного Знамени (17.02.1939)

## Память
Имя М. Д. Дюканова носят:
- переулок в Луганске[9], улица в Ирмино[10], улица в Новосибирске
- буксир «Мирон Дюканов», эксплуатировавшийся на канале Москва — Волга[11].

В посёлке Рамешки есть улица, которая носит имя Дюканова М. Д.